# Дели
Де́ли (хинди दिल्ली, Дилли; в.-пандж. ਦਿੱਲੀ; урду دِلّی‎‎ или دِہلی‎ ; англ. Delhi) — второй по величине (после Мумбаи) город Индии, имеющий статус союзной территории (Национальный столичный округ Дели). Расположен на севере Индии на берегу реки Джамна. Район города Дели Нью-Дели является столицей Индии.
Дели — многонациональный город, в котором перемешаны разные культуры. Разные народы Индии играют разные роли в экономике города.

## Этимология
С происхождением названия города связано несколько легенд; точное его значение остаётся невыясненным. 
- Согласно одной из них, название происходит от имени короля Dhillu или Dilu, основавшего город и назвавшего его в честь себя самого[6][7][8].
- Название может происходить от монет, бывших в ходу в местности, где располагается город, и называемых dehliwal[9]; или от форта, основанного на месте города и носившего название dehali[10].
- Некоторые учёные считают, что в названии лежит слово из хиндустани dehleez / dihali «врата, точка входа», что может быть истолковано как «точка начала Индо-Гангской равнины»[11][12].

## География

### Расположение и физическая география
Национальная столичная территория Дели находится в Северной Индии между штатами Уттар-Прадеш (на востоке) и Харьяна (на западе, севере и юге). Она занимает территорию 1483 км², из которых 783 км² приходится на сельские районы, а 700 км² — на городские. Размеры территории составляют 51,9 на 48,5 км.
Дели лежит на западном берегу реки Джамны (или священной Ямуны, известной со времени «Махабхараты»), правого притока Ганга. Междуречье этих рек — Доаб, плодородная обжитая равнина, — древнейшая житница Хиндустана. С юга к городу подходят останцы древней горной гряды Аравалли, укрытые мощной толщей речных наносов. Эти холмы оживляют монотонность окружающих равнин (средняя высота Дели — 293 м над уровнем моря).
Территория расположена в пределах Индо-Гангской равнины, однако её ландшафт весьма разнообразен. Он варьирует от равнинных участков, занятых сельскохозяйственными полями, на севере, до засушливых холмов на юге. На юге территории некогда существовало несколько естественных озёр, но они были осушены для добычи полезных ископаемых. Через город протекает река Джамна, разделяющая его на две части, соединённые многочисленными мостами и тоннелями метро. Другая река, Хиндон, приток Джамны, отделяет Дели от города Газиабад на востоке. Аллювиальные почвы в долине Джамны пригодны для сельского хозяйства и очень плодородны, но на них существует риск наводнений. Среди холмов наиболее выдающийся — Хребет Дели высотой до 318 м. Он является ответвлением хребта Аравалли и окружает город дугой с юга к северо-западу.
Территория Дели относится к сейсмической зоне IV по индийскому зонированию риска землетрясений, то есть на ней существует риск крупных землетрясений, хотя такие случаи ещё не встречались.

### Климат
Климат Дели — тропический муссонный. Как для всей Индии, ему присущ крайне неравномерный режим осадков. Муссон приходит в июне и длится до конца сентября, когда в город приходят влажные воздушные массы с Индийского океана. Лето в Дели исключительно жаркое и длительное, а самыми тёплыми месяцами являются май и июнь, когда преобладают раскалённые воздушные массы с пустынь. Средняя температура июня составляет +33,4 °C, а средний максимум равен почти +40 °C. Зима в Дели сухая и прохладная для столь низкой географической широты, однако в связи со стоком холодного воздуха с Гималаев в городе зимой стоит сильный туман. Заморозки крайне редки. Среднегодовое количество осадков — 794 мм, большинство из которых выпадает с июня по август.
| Показатель                          | Янв. | Фев. | Март | Апр. | Май  | Июнь | Июль  | Авг.  | Сен.  | Окт. | Нояб. | Дек. | Год   |
| ----------------------------------- | ---- | ---- | ---- | ---- | ---- | ---- | ----- | ----- | ----- | ---- | ----- | ---- | ----- |
| Абсолютный максимум, °C             | 30,0 | 34,1 | 41,7 | 43,7 | 48,8 | 47,9 | 43,5  | 42,0  | 39,0  | 39,0 | 36,1  | 33,0 | 48,8  |
| Средний суточный максимум, °C       | 21,0 | 23,5 | 29,2 | 36,0 | 39,2 | 38,8 | 34,7  | 33,6  | 34,2  | 33,0 | 28,3  | 22,9 | 31,2  |
| Средняя температура, °C             | 14,3 | 16,8 | 22,3 | 28,8 | 32,5 | 33,4 | 30,8  | 30,0  | 29,5  | 26,3 | 20,8  | 15,7 | 25,1  |
| Средний суточный минимум, °C        | 7,6  | 10,1 | 14,3 | 21,6 | 25,9 | 27,8 | 26,8  | 26,3  | 24,7  | 19,6 | 13,2  | 8,5  | 19,0  |
| Абсолютный минимум, °C              | −0,8 | 1,0  | 4,1  | 12,2 | 16,7 | 19,6 | 20,3  | 20,0  | 17,2  | 11,1 | 5,0   | 1,0  | −0,8  |
| Норма осадков, мм                   | 18,9 | 16,6 | 10,8 | 30,4 | 29,0 | 54,3 | 216,8 | 247,6 | 133,8 | 15,4 | 6,6   | 15,2 | 794,7 |
| Источник: Гонконгская обсерватория, |      |      |      |      |      |      |       |       |       |      |       |      |       |

## История
Дели — «столица семи империй» в истории Индии. Согласно Археологическому обзору Индии, в Дели находится 60.000 памятников мировой значимости, построенных более чем несколько тысячелетий тому назад.
Первый «город» Дели, по легенде, был основан династией Пандавов из Махабхараты приблизительно в 3.000 году до н. э. и получил название Индрапрастха.
Первые поселения располагались на территории крепости Пурана Кила в VIII-II веках до нашей эры. Со II в. до н. э. область между Джамной и горами Аравалли находилась под властью царей из династии Маурья. С того периода также сохранились археологические памятники, в частности, в 1966 году были обнаружены надписи императора Ашоки (268—232 года до н. э.). В 340 году после многих столетий запустения город был отстроен царём Канауджа Дехлу. По одной из версий, своё название Дели получил в его честь.
Достоверные данные о Дели датируются VIII—IX веками н. э.: в 736 году воинственные раджпутские правители из династии Томара основали к югу от отрогов Аравалли крепость Лал-Кот.
В 1011 году город был взят штурмом и разграблен султаном Махмудом Газневи, который сделал Дели своей провинцией под управлением собственных раджей. В 1193 году город завоевал афганский военачальник Кутб уд-дин Айбек, сделавший город столицей основанного им Делийского султаната, просуществовавшего более трёх веков. В его правление застраивалась южная часть Дели — район Лал-Кот. Кутб уд-дин Айбек положил начало первой афганской династии, при которой Дели стал одним из самых богатых городов в Азии. С 1288 года в Дели царствует вторая тюркская династия Гильджи, при которой Дели удачно отражал нашествия монголов. С 1321 года власть переходит к третьей династии. В 1325 году Гийяс уд-Дин Туглак создал укреплённый город Туглакабад. С тех времён Дели стал крупнейшим в Индии торговым, ремесленным и культурным центром. Однако он не миновал печальной участи, постигшей и другие азиатские города: во время нашествия Тимура в 1398 году город был разграблен и сожжён. После многих смут с 1450 года в нём утвердилась династия Лоди, но ненадолго. Новый этап в истории Дели начался в 1526 году, после битвы при Панипате и захвата города войсками правителя Ферганы Бабура, основателя Могольской империи. Второй Великий Могол — падишах Хумаюн — овладел Дели и сделал его в 1533 году своей столицей. Во времена правления сына Хумаюна императора Акбара Дели утратил свои столичные функции: столицу империи Великих Моголов перенесли в Агру; расположенную в 200 км от Дели на берегах Джамны, а затем ненадолго в Фатехпур-Сикри.
Величие вернулось в Дели при императоре Шах-Джахане (1627—1658 года). По его указу на берегу Джамны, севернее Старой крепости, был построен Красный форт (Лал-Кила), датируемый серединой XVII в. Напротив него за десять лет вырос новый город, названный в честь императора Шах-Джахана Шахджаханабадом, ядро нынешнего Старого Дели.
|  |  |  |  |

Последующая история города не так благополучна. В 1739 году Дели захватили и разграбили войска афшарида Надир-Шаха, довершившие распад Могольской империи. В 1803 году в городе вслед за войсками генерала Лейка появились представители британской Ост-Индской компании. Великий Могол продолжал управлять только номинально. Летом 1857—1858 годов вспыхнуло восстание мусульман, известное как восстание сипаев. Европейцы были изгнаны, и Великий Могол провозглашён царём Индии; но 20 сентября 1857 года британский генерал Вильсон взял штурмом город и забрал в плен Великого Могола со всей его семьёй.
12 декабря 1911 года в Дели перенесена резиденция британского вице-короля Индии (до этого его резиденцией была Калькутта). Тремя днями позже был основан Нью-Дели. В 1947 году, с провозглашением независимости Индии, город стал её столицей.

## Администрация

### Устройство
Национальная столичная территория Дели имеет особый статус среди штатов и территорий Индии, управление этой территорией осуществляется совместно правительством Индии и правительством Дели, а некоторые административные вопросы находятся в ведении городских корпораций.
Органы законодательной власти Национальной столичной территории состоят из лейтенант-губернатора (Lt. Governor) и Законодательного собрания (Delhi Legislative Assembly), до 1991 года часть их функций выполнял Городской совет (Metropolitan Council).
Исполнительная власть состоит из Совета министров (Cabinet of Ministers), возглавляемого главным министром. Законодательное собрание состоит из 70 членов, избираемых прямым голосованием. Этот орган не действовал с 1956 по 1993 годы, а его функции в течение этого времени исполняло правительство Индии. Правительство Национальной столичной территории Дели и Правительство Индии расположены в Нью-Дели.
В верхней палате индийского парламента, Раджья сабха, Национальная столичная территория представлена 3 членами, в нижней, Лок сабха — 7 членами.
Судебным органом, который имеет юрисдикцию над данной территорией, является Высокий суд Дели. Вместе с ним работают суды низшей инстанции: Суд мелких дел для общественных вопросов и Сессионный суд для уголовных.
Полиция Дели находится под прямым контролем Союзного правительства. Её возглавляет полицейский комиссар Дели. Территориально она делится на 10 округов, которые в свою очередь состоят из 95 полицейских участков. Крупнейшей тюрьмой Дели является Тихар.
На местном уровне Дели делится на три части: Муниципальную корпорацию Дели, Муниципальный совет Нью-Дели с назначаемым председателем и находящийся под контролем военных Делийский кантонмент.

### Политика
Сегодня ни один другой город-миллионер Индии не связан в такой степени с выполнением политических и административных функций, как Дели. Здесь расположены резиденция президента, центральные министерства, штаб-квартиры ведущих политических партий, редакции многочисленных газет, дипломатические представительства 160 государств. Кроме того, это центр особой административной единицы — национальной столичной территории Дели со своей законодательной ассамблеей, Советом министров, Главным министром. Управление Дели осуществляется двумя ветвями власти — центральным правительством и правительством территории.
Дели считается оплотом Индийского национального конгресса, который одерживает победы на местных выборах. Однако в 1999 году на федеральных выборах в Лок Сабху победила Бхаратия Джаната Парти, получившая все семь мест. В 2004 году Индийский национальный конгресс смог вернуть симпатии избирателей благодаря умелому руководству Шейлы Дикшит (главный министр Дели с 1998 года), получив шесть из семи мест. 7 февраля 2015 года на выборах в Делийскую ассамблею победила партия общего человека (AAP), набравшая 63 из 70 мест.

## Административное деление
Национальная столичная территория Дели, общей площадью в 1483 км², делится на три отдельных «нормативных города» или «городские корпорации», которые управляются отдельными органами: Муниципальная корпорация Дели (1397,3 км²) с 2011 по 2023 была разделена на Северный Дели, Восточный Дели и Южный Дели, Муниципальный комитет Нью-Дели (42,7 км²) и Военный совет Дели (43 км²).

### Округа
С 1997 года Национальная столичная территория Дели делится на 9 округов (англ. districts), каждый из которых в свою очередь делится на три района (англ. subdistricts). Каждый округ возглавляет исполнительный комиссар (англ. deputy commissioner), а каждый район — магистрат района (англ. subdivision magistrate). Ниже приведён список округов.
| № | Округ                 | Территория, км² | Население, чел. (2011) | Плотность, чел./км² |
| - | --------------------- | --------------- | ---------------------- | ------------------- |
| 1 | Центральный Дели      | 25              | 578 671                | 23146,84            |
| 2 | Северный Дели         | 59              | 883 418                | 14973,19            |
| 3 | Южный Дели            | 250             | 2 733 752              | 10935,01            |
| 4 | Восточный Дели        | 64              | 1 707 725              | 26683,20            |
| 5 | Северо-Восточный Дели | 60              | 2 240 749              | 37345,82            |
| 6 | Юго-Западный Дели     | 421             | 2 292 363              | 5445,04             |
| 7 | Нью-Дели              | 35              | 133 713                | 3820,37             |
| 8 | Северо-Западный Дели  | 440             | 3 651 261              | 8298,32             |
| 9 | Западный Дели         | 129             | 2 531 583              | 19624,67            |
|   | Всего                 | 1483,0          | 16 753 235             | 11296,85            |

### Национальный столичный регион
С целью управления агломерацией Дели и централизованного решения её проблем в 1985 году был создан Национальный столичный регион (англ. National Capital Region, NCR) с единым руководящим советом. Общая площадь агломерации 33 578 км², её население по переписи 2001 года составляло 13,7 млн жителей, а по оценкам 2007 года — 16 862 735. Кроме Национальной столичной территории Дели, Национальный столичный регион включает следующие округа:
- Штат Раджастхан (7829 км²)
  - Алвар
- Штат Уттар-Прадеш (10 853 км²)
  - Багхпат
  - Буландшахр
  - Гаутамбудхнагар
  - Газиабад
  - Мератх
- Штат Харьяна (13 413 км²)
  - Гургаон
  - Джаджар
  - Панипат
  - Ревари
  - Рохтак
  - Сонипат
  - Фаридабад

Крупнейшими городами столичного региона являются Гургаон, Фаридабад, Ноида и Газиабад.

## Демография
Дели — космополитический город, в котором представлено много различных этнических групп и культур. Благодаря своему значению политического и экономического центра Северной Индии, город привлекает рабочих промышленных предприятий и офисных работников со всей Индии, поддерживая культурное разнообразие города. Из-за столичных функций и деятельности многочисленных иностранных компаний, в Дели также живёт существенное число граждан других стран.
Согласно переписи населения 2001 года, население Дели на тот год составляло 13 782 976 человек. Средняя плотность населения составляла 9 294 человек на км², а соотношение полов — 821 женщин на 1000 мужчин. Уровень грамотности составил 81,82 %. По оценкам, к 2004 году население города выросло до 15 279 000. На этот год рождаемость составила 20,03 человек на 1000 населения, пост-детская смертность и смертность — 5,59 и 13,08 на 1000 человек соответственно. По состоянию на 2007 год, население агломерации Дели, по оценкам, достигло уже 21,5 млн человек, что делает её второй по населению агломерацией Индии после Мумбаи. Согласно переписи 2011 года, население Дели составило 16 314 838 чел.
В 2001 году население Дели выросло на 285 тыс. в результате миграции и на 215 тыс. в результате естественного прироста населения, что делает темпы прироста населения Дели одними из наибольших среди всех городов мира. Ожидается, что к 2015 году Дели станет третьей по населению агломерацией в мире, после Токио и Мумбаи. На территории Дели расположен район Дварка — крупнейший жилой район в мире, построенный по централизованному плану.
По оценке 1999—2000 годов, количество жителей Дели, живших за чертой бедности (которая определялась в то время в 11 долларов на человека в месяц) составляло 1,15 млн или 8,23 % населения, по сравнению с 27,5 % в Индии целом.
Наиболее распространённой религией в Дели является индуизм, его последователи составляют 82 % населения города. Также здесь существуют большие группы мусульман (11,7 %), сикхов (4,0 %), джайнов (1,1 %) и христиан (0,9 %). Характерными религиозно-этническими меньшинствами города являются парсы, англо-индийцы, буддисты и евреи.
Распространённым разговорным языком в Дели является хиндустани (то есть хинди и урду), ведущим письменным языком — английский. В городе также представлены все крупные лингвистические группы страны, на которых говорят отдельные общины города. По переписи населения 2001 года, здесь говорят на хинди (81 %), панджаби (7,1 %), урду (6,3 %), бенгали (1,5 %), тамильском (0,67 %), малаялам (0,66 %), майтхили (0,62 %), гуджарати (0,33 %), синдхи (0,31 %), ория (0,21 %), телугу (0,20 %). Индийские переписи, однако, часто критикуют за то, что они предпочитают хинди и не включают ряд признанных лингвистами индийских языков. В частности, большое распространение имеют такие не признанные переписью языки или диалекты: харьянви, бходжпури, бихари, раджастхани (в порядке убывания числа носителей).
За 60 лет с момента обретения Индией независимости население агломерации Дели возросло примерно в 10 раз, с 2 млн до 20 млн жителей. Главной причиной миграции был поиск работы, в большей степени имеющейся в Дели, чем в сельской местности. Этот стремительный рост привёл к многочисленным проблемам, связанным с перенаселением. Наиболее заметной из них является возникновение трущоб, где отсутствуют почти все санитарные удобства и коммуникации, не выдержаны никакие правила безопасности. По состоянию на конец 2000-х в 1.500 районах-трущобах Дели проживало более 4 млн человек. Условия в этих районах тяжёлые — так, плотность населения составляет в среднем 300 тыс. человек на км², при этом здесь имеется примерно 1 артезианский колодец на 125 семей, или 750—1.000 жителей. Туалеты имеются не во всех трущобах, но среднее их количество там, где они есть, составляет 1 туалет на 27 семей. Большая часть населения безработные, а зарплаты обычно составляют менее 1500 рупий (30 долларов США) в месяц. Несмотря на усилия правительства, в ближайшее время решение проблемы не ожидается.
Несмотря на большое количество служащих полиции на душу населения, Дели уже длительное время характеризуется наибольшим уровнем преступности среди всех 35 городов страны с населением свыше 1 млн жителей. Так, число зарегистрированных преступлений в городе составляло 385,8 в год на 100 тыс. населения по состоянию на 2002 год, по сравнению с 172,3 в среднем по стране, близкие данные были получены и в 2005 году. Также в городе был зарегистрирован наибольший в стране уровень преступности среди женщин (27,6 по сравнению со средним по стране уровнем 14,1 на 100 тыс. жителей в год) и среди детей (6,5 по сравнению со средним по стране уровнем 1,4 на 100 тыс. жителей в год). Число изнасилований по состоянию на 2006 год в Дели составило 31,2 % от общего числа изнасилований в 35 крупнейших городах страны вместе взятых, которые осуществлялись в подавляющем большинстве случаев соседями пострадавших. Групповое изнасилование студентки-парамедика, совершённое 16 декабря 2012 года привело к массовым беспорядкам в городе.

## Экономика
Исключительно выгодное географическое положение на торговых путях, ведущих из Афганистана, Ирана и Центральной Азии на восток к равнинам Ганга и на юг в полуостровную Индию, стимулировало экономический рост города.
Дели является важнейшим деловым центром Северной Индии с номинальным валовым внутренним продуктом по состоянию на 2007 год в 1.182 млрд рупий (24,5 млрд долларов) или в 3.364 млрд рупий по ППС (69,8 млрд долларов). Доход на душу населения в 2007 году составил 66 728 рупий (1.450 долларов) по ценам того времени, что делает Дели третьим в Индии по этому показателю после Чандигарха и Гоа. Сфера услуг обеспечивает 70,95 % валового внутреннего продукта Дели, за ней идёт промышленность и строительство (25,2 %) и добывающая промышленность и сельское хозяйство (3,85 %). Рабочая сила Дели составляет 32,82 % населения и с 1991 по 2001 годы увеличилась в абсолютном размере на 52,52 %. Из рабочей силы 620 тыс. заняты в государственном секторе. Уровень безработицы в Дели состоянию на 2003 год составлял 4,63 % и снизился с 1999—2000 годов, когда он достигал 12,57 %. По состоянию на декабрь 2004 года, на различных программах помощи было зарегистрировано 636 тыс. безработных.
Главными отраслями экономики города являются информационные технологии, телекоммуникации, финансы, туризм, средства массовой информации. Производственная промышленность Дели также значительна и продолжает быстро развиваться, она включает прежде всего производство товаров народного потребления. Большой внутренний рынок Дели и наличие квалифицированной рабочей силы активно привлекают иностранные инвестиции в этот сектор. В 2001 году в секторе производства было занято 1,44 млн работников, а число производственных единиц достигало 129 тыс.
Дели — один из самых экономически развитых городов Индии с самым высоким уровнем потребления. Количество автомобилей в Дели больше, чем в четырёх мегаполисах Бангалоре, Калькутте, Ченнаи и Мумбаи вместе взятых. В Дели — лучший транспорт и лучшая инфраструктура. По этой причине в Дели и предместьях Ноида и Гургаон в последние годы стали активно развиваться международные корпорации, коммерческие и торговые центры, автомобильная промышленность, СМИ, производство товаров народного потребления.
Строительство, энергетика, коммунальные услуги, здравоохранение, продажа жилья и другие услуги, направленные на местное население, также составляют значительную часть экономики города. Кроме того, сектор розничной торговли Дели демонстрирует одни из наибольших темпов роста в стране. В результате цены на землю в удобных местах быстро растут, а цены на офисные и торговые помещения достигли более 1.500 долларов за м², что ставит Дели на 7 место в мире. Как и в остальной Индии, быстрое развитие организованной розничной торговли вытесняет традиционные неорганизованные торговые участки.

## Коммунальные услуги и связь
Водоснабжение в Дели регулируется Водным советом Дели (англ. Delhi Jal Board, DJB). По состоянию на 2006 год, поставки составляли 2,47 млрд л воды в день, тогда как потребности города в воде в то время оценивались в 3,66 млрд л / день. Крупнейшим источником воды является водохранилище плотины Бхакра на реке Сатледж, которое поставляет 900 млн л / день, за ним следуют реки Джамна и Ганг (через Гангский канал). Однако ресурсы Джамны и каналов, снабжающих город водой, ограничены договорами между штатами, имеющими целью обеспечение постоянного стока и равномерное использование воды. В результате во многих районах города поставка воды очень ненадёжная, особенно летом, во время сухого сезона. Большой проблемой является и то, что лишь 54 % населения города имеют доступ к источникам водопроводной воды. Потребности этих людей обеспечиваются частными и публичными артезианскими колодцами. Однако значительный отбор грунтовых вод приводит к быстрому снижению их уровня (примерно 30 см в год), и в результате грозит нехваткой колодезной воды и приводит к снижению её качества.
Ежедневно в Дели собирается 8000 тонн сухих отходов, которые вывозятся преимущественно на три муниципальных свалки. Бытовые канализационные стоки в Дели составляют 1,76 млрд л / день, а промышленные стоки — 266 млн л / день. Значительная часть этих стоков сливается в реку Джамну без очистки.
Потребление электроэнергии городом на душу населения составляет около 1265 кВт-ч в год, но истинные потребности намного больше. С 1997 года контролем поставки электроэнергии занимается Электроэнергетический совет Дели (англ. Delhi Vidyut Board, DVB). Сам Совет не имеет достаточных генерирующих мощностей для обеспечения города и поэтому получает часть энергии от энергосистемы Северной Индии. Однако, из-за удалённости электростанций и частых аварий на линиях, в Дели часто случаются отключения электроэнергии, особенно летом, когда потребности в энергии максимальны. Несколько крупных промышленных предприятий города имеют собственные генерирующие мощности, позволяющие им не зависеть от ненадёжных городских сетей. В последние годы часть рынка поставок электроэнергии была передана частным компаниям, сейчас на этом рынке работают компании «Tata Power» и «Reliance Infrastructure».
Пожарная служба Дели имеет 43 пожарных станции и обслуживает около 15 тыс. звонков о пожаре или просьб об иной помощи в год.
Телефонная связь, фиксированная и мобильная, обеспечивается государственной компанией «Mahanagar Telephone Nigam Limited» (MTNL) и несколькими частными компаниями, такими как «Vodafone Essar», «Airtel», «Idea cellular», «Reliance Communications» и «Tata Teleservices». Крупнейший провайдер сотовой связи, «Airtel», на май 2008 года имел около 4 млн подписчиков. Покрытие сотовой сетью города плотное и включает как стандарт GSM, так и CDMA (компании «Reliance» и «Tata»). Широкополосный интернет доступен в большинстве районов города и продолжает развиваться.

## Транспорт
Важнейшей частью общественного транспорта Дели являются автобусы, которые обеспечивают около 60 % пассажирских перевозок. Государственная Транспортная корпорация Дели (DTC) является крупнейшим в городе оператором автобусной сети. Все автобусы этой компании работают на сжатом природном газе, что делает Дели городом с наибольшим числом автобусов работающих на таком топливе. Кроме обычных, в Дели существуют и линии скоростных автобусов, работающих на дорогах, на которых автобусы пользуются приоритетом движения.
Первый участок метрополитена в Дели был открыт 24 декабря 2002 года. Это второй метрополитен в Индии, после метрополитена Калькутты. Оно обслуживает не только много частей Дели, но и некоторые другие районы Национального столичного региона — в частности, юго-восточный пригород Ноида. По состоянию на 2015 год, метро состояло из шести линий общей протяжённостью 193 км и 146 станций. Стоимость строительства Фазы I составила 2,3 млрд долларов США, а Фазы II ожидается на уровне ещё 4,3 млрд. Фазы III и IV должны были быть завершены к 2015 и 2020 годам. В общей сложности протяжённость сети метро в результате будет составлять 413,8 км.
Такси как государственные (в ведении Индийского министерства туризма), так и частные. В 2000-х годах к ним присоединились так называемые радио-такси, услуги которых стоят дороже. Однако гораздо большую популярность в городе сохраняют моторикши, более дешёвые и манёвренные в условиях плотного трафика. Большинство из них окрашены в жёлто-зелёный цвет и, как и автобусы, работают на сжатом природном газе. Во многих районах города оборудованы остановки для такси и моторикш, а радио-такси можно заказать на любой адрес по телефону.
Дели является важным железнодорожным узлом Индии, кроме того, здесь находится штаб-квартира Северных железных дорог. В городе расположено пять вокзалов: Нью-Дели, Олд-Дели, Хазрат-Низамуддин, Ананд-Вихар и Сарай-Рохилла, которые являются важными центрами связи города с другими штатами страны. Также город связан с пригородами большим числом пригородных поездов, которыми ежедневно пользуются многие жители столичного региона. С помощью железнодорожного транспорта также осуществляется существенная часть грузовых перевозок города.
Основная часть авиапассажиров попадает в Дели через Международный аэропорт имени Индиры Ганди (назван именем бывшего Премьер-министра Индии Индиры Ганди в 1986 году) — самый загруженный аэропорт в Индии по взлётам—посадкам, а также второй по пассажирообороту аэропорт Индии.
Аэропорт является главным хабом гражданской авиации в Столичном регионе Индии. Аэропорт ранее использовался ВВС Индии и он был частью Аэропорта Палам, но позднее управление аэропортом было передано гражданским властям (в 1962 году). В аэропорту три взлётно-посадочных полосы; имеется два терминала (для внутренних и международных рейсов), в 2010 году открылся третий терминал. Одновременно были закрыты старые терминалы. Аэропорт соединён с Дели скоростным шоссе (Delhi Gurgaon Expressway). Низкопольные автобусы Tata Marcopolo осуществляют регулярные перевозки между аэропортом и городом. Ветка метрополитена в аэропорт начала работу в 2011 году.
Частные автомобили обеспечивают около 30 % пассажирских перевозок города.
Плотность автодорог в Дели составляет 1922 км на 100 км², что является одной из крупнейших в стране, также город соединён с другими городами страны многочисленными автодорогами. С главными пригородами Дели соединяют три скоростные безсветофорные дороги, а ещё три сейчас (по состоянию на 2010 год) строятся. Скоростное шоссе Дели-Гургаон соединяет Дели с Гургаоном и международным аэропортом, а шоссе DND Flyway и Ноид-Большой Ноид — с Ноид и Большим Ноид, соответственно. Кроме них, из Дели выходят пять Национальных автодорог: NH 1, 2, 8, 10 и 24. Дороги в городе обслуживают Муниципальная корпорация Дели, корпорации Нью-Дели и Военного городка, Департамент общественных работ и Администрация развития Дели.
Хотя инфраструктура Дели относительно развита в сравнении с другими городами Индии, высокая скорость роста населения и значительный экономический рост города приводят к значительному давлению на его транспортную инфраструктуру (сеть). По состоянию на 2008 год, количество транспортных средств всех типов в Национальном столичном регионе составляло 11 200 000. Из них было около 1,6 млн автомобилей (1,15 млн в 2004 году), или 85 автомобилей на 1000 жителей. Дорожная сеть города не приспособлена к такому количеству автомобилей, что приводит к постоянным заторам. Одно из решений — строительство скоростных безсветофорных эстакад, весьма популярных в новых и богатых районах города, в частности Южном Дели. Помимо высокой стоимости и порчи внешнего вида города, этот подход часто критикуют за временный характер и вероятную неспособность обеспечивать движение растущего числа автомобилей на протяжении длительного времени. Одним из очевидных решений проблемы мог бы стать общественный транспорт, который также быстро развивается. Так, в 2004 году количество автобусов достигло 53 тыс., а протяжённость линий метро города — около 200 км. Это, однако, часто считается недостаточным, особенно в условиях дорожных пробок, в которых автобусы становятся бесполезными, а без них не заполняется и метро. Для решения этой проблемы правительство пытается развивать систему скоростных автобусов и вводить другие новые виды транспорта.
В 1998 году Верховный суд Индии постановил всем публичным транспортным средствам Дели перейти на сжатый природный газ на замену традиционному бензину или дизельному топливу, что позволило несколько улучшить качество воздуха в городе.

## Наука
Дели стал также городом науки, и занимает ведущее место не только в области информационных технологий, телекоммуникаций, но и в естествознании и прикладных науках. 30 % IT Индии сосредоточено в Дели (здесь Дели уступает только Бангалору, в котором сосредоточено 35 % IT-специалистов).

## Культура
Нахождение на стыке разных цивилизационных зон — индуистской и исламской — сделало Дели конгломератом культурных традиций и многочисленных народов, населяющих индийский субконтинент.
Культура Дели на протяжении многих веков выделялась среди близлежащих районов благодаря традиционному значению города как политического центра Индии. Это проявилось, в частности, в строительстве многочисленных монументальных сооружений по всему городу. Так, Археологическое управление Индии предоставило 1.200 домам и 175 другим сооружениям статус памятников национального наследия. В так называемом Старом городе могольские и тюркские правители построили несколько монументальных сооружений в стиле индийской исламской архитектуры, в частности крупнейшую в Индии мечеть Джама-Масджид и Красный форт. Кроме Красного форта, ещё два примера исламской архитектуры в Дели — храмовый комплекс Кутб-Минар и Гробница Хумаюна входят в список Всемирного наследия. Сады вокруг Гробницы Сафдарджунга являются прекрасным примером могольского паркового искусства. Среди других исключительно известных исторических памятников города — мемориал Ворота Индии, обсерватория 18 века Джантар-Мантар и крепость 16 века Пурана-Кила. Среди других религиозных сооружений — известные индуистские Храм Лакшминараяну и Акшардхам и бахаистский Храм Лотоса. Мемориал Радж-Гхат посвящён памяти Махатмы Ганди и других выдающихся личностей. В Нью-Дели находится большой комплекс правительственных зданий, которые являются уникальным примером британской колониальной архитектуры, в котором наиболее известны Раштрапати-Бхаван, Здание Секретариата, проспект Раджпатх и площадь Виджай-Човк, здание Парламента Индии.
Столичные функции района Нью-Дели поднимают значение праздников и событий в городе до национального уровня. Государственные праздники, такие как День Республики, День независимости и Ганди-Джаянти (день рождения Махатмы Ганди) празднуются здесь с большим энтузиазмом. На День независимости (15 августа) премьер-министр Индии обращается к народу страны из Красного форта. Большинство жителей города празднуют этот день запуском воздушных змеев, которые считаются символами свободы. В День Республики в городе проводится большой военный и культурный парад, демонстрирующий военную силу страны и её культурное богатство. На протяжении веков Дели был известен сложной многогранной культурой, многообразие которой в наибольшей степени подчёркивается фестивалем Фул Валон Ки Саир. Этот фестиваль проводится ежегодно в сентябре, во время него цветы преподносятся как к гробнице Кутбуддина Бакхтиара Каки, суфийского святого 13 века, так и к индуистскому храму Йогмай, оба расположены в районе Мехраули.
Религиозные фестивали празднуются в Дели с большим размахом, среди них Дивали (индуистский «фестиваль огней»), Махавира-Джаянти (джайнистский, день рождения Махавиры), Гуру-Нанак-Джаянти (сикхский, день рождения гуру Нанака), Дурга-пуджа (индуистский, бенгальский, поклонение Дурге), Холи (индуистский, «фестиваль весны»), Лохри (индуистский, «фестиваль урожая»), Махашиваратри (индуистский, «ночь Шивы»), Васанта-панчами (индуистский, поклонение Сарасвати), Ураза-байрам (мусульманский, «праздник разговения») и Весак, или Будда-Джаянти (буддистский, день рождения Будды). Главными праздниками, характерными именно для Дели, является Фестиваль Кутб (культурное событие с выступлениями музыкантов и танцоров со всей Индии вечером в комплексе Кутб), Фестиваль запуска воздушных змеев и Международный фестиваль манго. Раз в два года в выставочном комплексе Прагати-Майдан в Нью-Дели проводится крупнейший в Азии автосалон, Auto Expo. Также раз в два года в Прагати-Майдан проводится Всемирная книжная ярмарка, вторая по величине книжная выставка в мире, в которой принимают участие до 23 стран. Дели иногда называют «книжной столицей» Индии из-за большого количества книг, которые читает население города.
Благодаря смешанному населению города и большому числу мигрантов, в Дели распространены практически все варианты индийской кухни, в том числе раджастханская, марараштранская, хайдерабадская. Южноиндийские блюда включают идли, самбар и доса. Блюда панджабской и магглайской кухни включают кебабы и бирьяни. Среди местных блюд известно дахи-папри, разновидность чаата. В городе также существует несколько ресторанных центров, где подают блюда иностранных кухонь, в частности итальянской, японской и китайской.
Исторически Дели всегда был важным торговым центром Северной Индии. В Старом Дели осталось много следов его могольского прошлого, что проявляется не только в лабиринте узких улочек и многочисленных резиденциях придворных императорского двора, но и в древних базарах (рынках). Эти рынки предлагают разнообразные товары, от манго до бутылок с народными лекарствами и серебряных ювелирных изделий, брачного наряда и тканей. Один из старейших и крупнейших рынков, Чандни-Човк, возрастом около трёх столетий, предлагает большой выбор ювелирных изделий и сари. Типичными примерами местных ремесленных изделий служат одежда из «зардози» (букв. «вышивка золотом») и «меенкари» (изделия из эмали). В целом искусство Дели очень разнообразно и за долгую историю вобрало элементы многих стилей страны. Ремесленные изделия и предметы искусства можно приобрести на рынке Дилли-Хаат, в мусульманском комплексе Хаус-Кхаз и на выставках в комплексе Прагати-Майдан.

## Образование
Школами и высшими учебными заведениями в Дели руководят Управление Образования, правительство Национальной столичной территории и частные организации. Образование в Дели, как и в большинстве штатов Индии, делится на начальное (возраст учащихся 7-11 лет), промежуточное (12-15 лет) и среднее (16-18 лет). Вместо средней школы или её последних лет, высшей средней школы, возможно профессиональное обучение. На этом этапе начинается специализация на такие направления, как свободные искусства, коммерция, общие науки, некоторые технические направления. В политехнические институты и другие колледжи поступают после завершения двух лет средней школы, в университеты — по истечении 4-х лет. Лишь на последнем этапе можно получить образование по медицине, юриспруденции, инженерным и научным специальностям.
По состоянию на учебный год 2004—2005 годов в городе работало 2.515 начальных, 635 промежуточных, 504 средних и 1208 высших средних школ. В начальных школах города обучалось 1,53 млн учащихся, в промежуточных — 822 тыс. и в средних — 669 тыс.. Среди них 51 % составляли мужчины и 49 % женщины. В том же году на образование правительством Дели было потрачено между 1,58 % и 1,95 % ВВП территории. 27 % школ всех уровней в Дели — частные. Преподавание в них часто ведётся или на английском языке, или на хинди. Этими школами заведуют три организации: Совет экзаменов на школьный сертификат (CISCE), Центральный совет среднего образования (CBSE) и Национальный институт открытого образования (NIOS).
Среди учреждений высшего образования в 2004—2005 году работало 165 колледжей (из них 5 медицинских и 8 инженерных), 9 условных университетов (deemed universities) и 5 университетов:
- Делийский университет,
- Джамия-Миллия-Исламия,
- Национальный открытый университет Индиры Ганди (IGNOU).
- Университет имени Джавахарлала Неру,
- Университет Индрапрастха Гуру Гобинд Сингха (GGSIPU).

GGSIPU управляется правительством территории, остальные являются центральными университетами, то есть находятся в юрисдикции правительства Индии. IGNOU предназначен исключительно для вечернего и заочного обучения. Среди других известных высших учебных заведений в Дели есть:
- Всеиндийский институт медицинских наук,
- Джамия-Хамдард,
- Индийский институт международной торговли,
- Индийский институт сельскохозяйственных исследований,
- Индийский технологический институт в Дели,
- Делийский технологический университет,
- Индийский юридический институт,
- Медицинский колледж леди Гардиндж,
- Национальный институт технологии моды,
- Медицинский колледж Маулана Азада,
- Технологический институт Нетаджи Субхас,
- Университетский колледж медицинских наук.

По состоянию на 2008 год, примерно 16 % жителей Дели имело по крайней мере диплом об окончании колледжа.

## Средства массовой информации
Поскольку Нью-Дели является столицей Индии, город постоянно остаётся в центре внимания политических новостей — в частности, постоянно осуществляются телетрансляции сессий парламента. В городе расположены штаб-квартиры многих общеиндийских информационных агентств, в том числе крупнейших в стране «Press Trust of India» и «Asian News International». Телеканалы, доступные в городе, включают два бесплатных телеканала государственной компании «Doordarshan» и несколько кабельных каналов на английском, хинди и региональных языках Индии. Спутниковое телевидение не очень распространено.
Печатные газеты всё ещё остаются популярными в Дели. По состоянию на 2004—2005 годы, в городе печаталось 1.029 газет на 13 языках. 492 газеты выходили на хинди, из них наиболее популярны «Navbharat Times», «Hindustan Dainik», «Punjab Kesari», «Dainik Jagran», «Dainik Bhaskar» и «Dainik Desbandhu». Среди англоязычных газет наиболее популярны в городе следующие: «Hindustan Times», «The Times of India», «The Hindu», «The Indian Express», «Business Standard», «The Pioneer» и «Asian Age». Самой популярной газетой на других языках в Дели является «Malayala Manorama».
Радио относительно непопулярно в Дели, хотя станции FM-диапазона с 2006 года имеют стабильную аудиторию. В Дели работают несколько частных и государственных радиостанций, среди которых All India Radio (AIR), одна из крупнейших радиокомпаний мира, передаёт 6 радиоканалов на 10 языках. Другие популярные станции в городе: «Aaj Tak», «Radio City» (91,1 МГц), «Big FM» (92,7 МГц), «Red FM» (93,5 МГц), «Radio One» (94,3 МГц), «Hit FM» (95 МГц), «Apna Radio», «Radio Mirchi» (98,3 МГц), «FM Rainbow» (102,4 МГц), «Fever FM» (104 МГц), «Meow FM» (104,8 МГц), «FM Gold» (106,4 МГц).

## Спорт
Самым популярным видом спорта в Дели является крикет. В городе существует несколько крикетных стадионов, среди которых — старейший крикетный стадион в Индии Фероз-Шах-Котла. Известными командами города являются «Дели Футбол Тим», играющая в индийском чемпионате по крикету первого класса Ранджи Трофи, команда Индийской премьер-лиги «Дели Дэрдэвилз» и команда Индийской крикетной лиги «Дели Джайнтс» (ранее «Дели Джетс»).
Среди других популярных в городе видов спорта хоккей на траве, футбол, баскетбол, теннис, гольф, бадминтон, плавание, картинг, тяжёлая атлетика и настольный теннис.
Другие известные стадионы в Дели — Стадион Джавахарлала Неру и Крытый стадион Индиры Ганди, на которых происходит много спортивных и культурных событий. В прошлом в Дели проводился целый ряд внутренних и международных спортивных мероприятий, таких, как первые и девятые Летние Азиатские игры. Дели также принимал у себя Игры Содружества 2010 года. Дели проиграл право на проведение Азиатских игр 2014 года, но всё ещё рассматривается в качестве кандидата на проведение Летних Олимпийских игр 2020 года.

## Экологическое состояние
Как и во многих других крупных городах, воздух Дели страдает от загрязнения. Наибольший вклад в загрязнение, 67 % от общего количества выбросов или 3 тыс. т в день, вносит транспорт. По оценкам, к 2011 году число транспортных средств в Дели достигнет 6 млн. Ещё 25 % вносят 125 тыс. промышленных предприятий и три угольных теплоэлектростанции города. Большой вклад не по количеству, но по токсичности, вносят жители трущоб, которые часто сжигают мусор, включая пластмассы и подобные материалы. Дели, однако, может похвастаться некоторыми успехами в борьбе с загрязнением воздуха. За период с 1998 по 2000 годы загрязнение в городе сократилось примерно на треть, прежде всего благодаря введению более жёстких стандартов на топливо и переводу общественного транспорта и авторикш на сжатый природный газ. Начиная с 2004—2006 годов, однако, загрязнение снова начало расти, что приписывают как увеличению общего количества транспортных средств, так и увеличению доли дизельных автомобилей.
Санитарное состояние города в целом тяжёлое по сравнению с западными городами и признаётся как проблемное. В частности, по данным комиссии Высокого суда Дели, около 50 % населения живут в неудовлетворительных гигиенических условиях. Однако санитарное состояние не является одинаковым по всему городу. Особенно велики проблемы в городских трущобах, но они также значительны во всех старых районах города. В отличие от них Нью-Дели может похвастаться относительной чистотой. Успешно борется с мусором также система делийского метро, где удаётся поддерживать чистоту.

## Города-побратимы
- Сеул, Южная Корея
- Чикаго, США[123]
- Лондон, Великобритания[124]
- Лос-Анджелес, США
- Сидней, Австралия
- Куала-Лумпур, Малайзия
- Москва, Россия[125]
- Токио, Япония
- Улан-Батор, Монголия[125]
- Санкт-Петербург, Россия[125]

Города и регионы-партнёры:
- Париж[126]
- Ереван, Армения
- Фукуока, Япония

## Галерея
- Индийские ворота символизируют более чем 90 000 убитых индийских солдат в течение афганских войн и Великой войны
- Железная колонна в Дели (IV-V вв. н. э.)
- Красный форт, построенный Шах-Джаханом, — памятник Всемирного наследия ЮНЕСКО
- Самый высокий кирпичный минарет в мире — Кутб-Минар высотой в 72,5 метра